# Franceska Michalska
Franceska Michalska (ur. 10 sierpnia 1923 w Kamieńcu Podolskim, zm. 29 listopada 2016 w Siemiatyczach) – polski lekarz pediatra i pisarka, autorka wspomnieniowej powieści Cała radość życia. Na Wołyniu, w Kazachstanie, w Polsce.

## Życiorys
Rodzice Franceski – Waśkowscy – prowadzili gospodarstwo rolne na Wołyniu, we wsi Maraczówka. Po zakończeniu wojny polsko-bolszewickiej, w wyniku podpisania traktatu ryskiego wieś znalazła się kilkanaście kilometrów na wschód od granicy II Rzeczypospolitej.
W 1936 r. rodzina została przymusowo przesiedlona do Kazachstanu. Jak wiele innych polskich rodzin wysadzono ich z pociągu w niezamieszkanym stepie i pozostawiono bez środków do życia. Mimo to, Franceska zdołała przeżyć. Na rok przed wybuchem II wojny światowej dostała się do trzyletniej szkoły felczerskiej w Pietropawłowsku, którą ukończyła w przyspieszonym tempie, a następnie została wysłana do jednego ze szpitali polowych Armii Czerwonej, skąd po krótkim czasie została przeniesiona do pracy w domu dziecka.
W 1941 r. zdała egzaminy wstępne do Instytutu Medycznego w Ałma-Acie, skąd przeniosła się do Charkowa, a następnie do Czerniowiec, cały czas kontynuując studia medyczne. Po zakończeniu II wojny światowej uzyskała (nie do końca legalnie) status polskiego repatrianta i została skierowana do Wrocławia, gdzie kontynuowała studia na tamtejszej Akademii Medycznej. Absolutorium na tej uczelni uzyskała w 1949 r., a dyplom lekarza w 1950.
Po studiach nakazem pracy została skierowana do Kłodzka, gdzie pracowała wraz z mężem w miejscowym szpitalu w latach 1951–1954; urodziła w tym czasie troje dzieci. W 1955 r. zdecydowała się przenieść z całą rodziną do Siemiatycz, do szpitala powiatowego im. dr Józefa Brudzińskiego. W 1956 r. w Instytucie Doskonalenia Kadr Lekarskich w Warszawie uzyskała specjalizację I stopnia z pediatrii. Specjalizację drugiego stopnia otrzymała w 1966 r. Od tego roku do 1985 pełniła funkcję ordynatora oddziału dziecięcego w szpitalu w Siemiatyczach.
W 1991 r., będąc już na emeryturze, Franceska Michalska zaczęła spisywać swoje wspomnienia. Wydała je początkowo w formie dwóch artykułów prasowych w „Życiu Warszawy”. W trakcie śmiertelnej choroby jej syna Jana, który wyemigrował do Szwajcarii, aby pocieszyć jego córki, a swoje wnuczki, zaczęła spisywać wspomnienia w bardziej obszernej formie. W 2007 r. wspomnienia te w formie książkowej zostały opublikowane przez Oficynę Literacką Noir sur Blanc. W 2008 r. książka znalazła się w finałowej siódemce nominowanych do literackiej nagrody COGITO. Książka ta została przetłumaczona i wydana w 2009 r. we Francji.
Dnia 10 kwietnia 2017 roku została patronką Zakładu Opiekuńczo – Leczniczego dla Dzieci i Młodzieży w Bacikach Średnich.

## Nagrody i odznaczenia[5]
- 1983 – odznaka ministra zdrowia i opieki społecznej Odznaka honorowa „Za wzorową pracę w służbie zdrowia”
- 2005 – Krzyż Zesłańców Sybiru
- 2008 – odznaczenie „Za Szczególne Zasługi dla Powiatu Siemiatyckiego”
- 2011 – tytuł Ambasadora Siemiatycz przyznawany przez Burmistrza Miasta Siemiatycze za godną szczegółowo uznania działalność na rzecz miasta
- 2012 – uhonorowanie nagrodą „Świadek Historii" przyznawane przez Instytut Pamięci Narodowej[10].